# Tsao
Tsao – wieś w Botswanie w dystrykcie North West. Według spisu ludności z 2011 roku wieś liczyła 2000 mieszkańców.